# Centre de Titelles de Lleida
El Centre de Titelles de Lleida és un centre dramàtic, pedagògic i de documentació que va néixer el 1986 sota la direcció de Joan-Andreu Vallvé i Julieta Agustí, amb l'objectiu de promoure i divulgar l'art dels titelles.
Des del 1989 és l'organitzador de la Fira de Titelles de Lleida, una fira única a Catalunya en el seu gènere. i un referent cultural lleidatà de primera magnitud i amb una projecció molt fructífera sobre el conjunt del seu sector.
Durant la seva trajectòria, el Centre ha produït més de vint espectacles amb un extens recorregut internacional, de petit i mitjà format, com En Patufet, i també de gran format, com Mowgli, l'infant de la jungla, en col·laboració amb el Teatre Nacional de Catalunya, o Hansel i Gretel, coproduït pel TNC i el Gran Teatre del Liceu.
Entre les activitats que porta a terme el Centre destaquen la col·lecció de llibres dels seus espectacles, exposicions, cursos de formació i també el "Cicle Joc al Ninot". Amb la Fira s'han coproduït espectacles i s'ha col·laborat en produccions.

## Història
El Centre de Titelles de Lleida neix cap a finals dels anys vuitanta del segle xx de la mà de Joan-Andreu Vallvé, titellaire, director d'escena i escenògraf, i Julieta Agustí (1952-2012). El 1986 van fundar l'anomenada Granja Escola de Titelles, l'embrió del que posteriorment s'havia de convertir en el Centre de Titelles de Lleida, des de la qual organitzaven activitats formatives i lúdiques entorn de l'art de les marionetes.
Els primers espectacles van ser Els Bufairons (1986), La Borda d'en Bot Boterut (1987), La Bufa fa cent anys (1988) i En Bot Boterut (1989). Els seguiren La Jana i els 3 óssos (1993), En Joan Zebra (1993), En Patufet (1994) i Hamelin (1996). Un punt d'inflexió el va marcar Gulliver al país de Lil·liput (1996), premiat a l'edició de l'any 1998 de la Feria Europea de Teatro Para Niños y Jóvenes (FETEN) de Gijón.
Mowgli, un infant de la jungla (1998), de gran format, atrevit, amb escenografia i titelles metàl·lics, donava una visió nova d'El llibre de la selva de Rudyard Kipling, destacant-ne la duresa i la poesia. Amb aquest espectacle, el Centre va pujar per primer cop a l'escenari del Teatre Nacional de Catalunya.
A finals de 1999 va presentar, de nou al TNC, El retaule de Nadal, concebut com un gran retaule de l'origen de les tradicions d'hivern catalanes i realitzat amb titelles de fusta. Enmig d'aquests dos muntatges va crear un espectacle d'introducció a la música amb titelles per als més petits, En Jan Titella (1998), produït pel Palau de la Música de Barcelona.
Altres produccions rellevants són: Till d'Òliba Espill (1997); Els follets i el sabater (1998); Concert d'aventures (1999); Hansel i Gretel (2003), coproduït pel TNC i el Gran Teatre del Liceu; Peter Pan (2005); Els músics de Bremen (2006), en col·laboració amb el Gran Teatre del Liceu; El petit elefant (2010); Kissu (2014), premi al millor espectacle familiar al Festival Internacional de Titelles d'Alacant, i, finalment, El petit piano (2017).
L'any 1990, el Centre va posar en marxa la Fira de Teatre de Titelles (vint-i-nou edicions fins a 2018), a la capital lleidatana mateix, amb una periodicitat anual i sempre a principis del mes de maig, i que el 1992 va esdevenir fira internacional. El 2018 els artífexs del Centre eren Elisabet Vallvé i Oriol Ferré, que en van agafar el relleu i assumir la direcció després de la sobtada mort de Julieta Agustí l'any 2012. La resta de l'equip la formaven Bernat Vallvé i Mireia Perna.
A la dècada del 2020 el Centre, ubicat a l'antic convent de Santa Teresa de Lleida, és també un centre pedagògic, de documentació i de dinamització sociocultural que té per objectiu promoure i divulgar l'art dels titelles.

## Reconeixements
El seu treball ha estat reconegut amb diverses distincions. Així, el 1991 va rebre el Premi Rialles.
El 2017 va rebre el Premi Turisme i Comerç ciutat de Lleida 2017, que s'entrega a les entitats que més han contribuït al foment, la promoció i a la dinamització turística de Lleida,
El febrer de 2018 se li va atorgar el Premi Internacional Ciutat de Lleida 2018. El 2018 va rebre la màxima distinció catalana en l'àmbit cultural, el Premi Nacional de Cultura, concedit pel CoNCA.
L'any 2025 va rebre la Creu de Sant Jordi atorgada per la Generalitat de Catalunya com a reconeixement a la seva tasca.